# Rimae Kopff
Le Rimae Kopff sono una struttura geologica della superficie della Luna.